# 同意
同意（英語：consent）是指一個人自願接受與自身有關，由其他人提出的提議或是意願。在幾個領域中已廣泛使用到同意的概念，包括法律、醫療以及性行為等。同意可以分為幾種，包括默示同意、明確同意、知情同意及一致同意。在法律上的同意可能和一般認定的同意不同。例如有心理疾患的人、心智年龄過低的人或是年齡不到最低合法性交年齡的人可能自願發生性行為，但在法律上此同意無效。
聯合國機構以及性教育計劃倡議組織認為「同意」的概念加入全方式性教育中是有益的。同意有許多的樣態，像是隱含同意、明示同意（express consent）、知情同意及一致同意等。

## 種類
- 明示同意（express consent）是不會造成誤會，明確表示「同意」的表示，可以是書寫、語言或是肢體動作（例如點頭）。有關肢體動作的明示同意，若沒有見證人或是影音紀錄，當事人有可能否認，因此造成爭議。
- 隱含同意（implied consent）是由人在特殊情形下的行為（有時也可能包括沈默及不作為），以及其事實及情形推斷出的同意。例子包括有關邀請性活動的暗示，或是參與曲棍球賽隱含同意和參與者有肢體接觸，參與拳擊比賽隱含同意被對手攻擊。
- 醫學上的知情同意（Informed consent）是指對某項行為的事實、影響以及後續結果都有清楚瞭解的人所給予的同意。此一詞語也用在其他的情境中，例如在社會科學的研究中，會要求參與者確定他們瞭解研究的流程，並且同意進行，或是在性行為中，知情同意是指參與性行為者知道他們所會暴露在的風險中（例如性傳播疾病）。
- 一群人（例如協會）的一致同意（Unanimous consent），是指這一群人全體的同意。
- 替代同意（Substituted consent）也稱為替代判斷原則（substituted judgment doctrine），讓決策者考慮沒有行為能力的人，設法作出當事人在有行為能力時會作出的決定[3]。